# Estádio José Moraes Moreira
Estádio José Moraes Moreira – stadion piłkarski, w Palmácia, Ceará, Brazylia, na którym swoje mecze rozgrywa klub Palmácia Esporte Clube.